# Embajada de Venezuela en Francia
La Embajada de Venezuela en Francia es la representación diplomática de la República Bolivariana de Venezuela ante la República Francesa . Está ubicado en 11 rue Copernic, en el 16 distrito de París, la capital del país. El embajadador actual es, desde agosto de 2023, Arturo Enrique Gil Pinto.
En 1976 le dio su nombre a la cercana Plaza Venezuela, debido a la proximidad de la sede, por un decreto de 5 de marzo de 1976, para tener una Plaza Francia en Caracas y una Plaza Venezuela en París. 
Desde entonces se instaló en la plaza una copia de Physichromie a doble cara, obra del artista venezolano Carlos Cruz-Diez.

## Historia
En 1913, la embajada estaba ubicada en 19 rue Octave-Feuillet, también en el distrito 16.
En 1924, la legación estaba ubicada en 115 rue de la Pompe, París (distrito 16) y el consulado general ubicado en 30 rue de Montholon (distrito 9).
| Fecha de nominación | Fecha de entrega de cartas credenciales | Fecha de entrega de cartas credenciales | Embajador                    |
| ------------------- | --------------------------------------- | --------------------------------------- | ---------------------------- |
| ?                   | 27 de mayo de 1948                      |                                         | Juan Oropeza                 |
| ?                   | 26 de septiembre de 1950                |                                         | Antonio Chalbaud Cardona     |
| ?                   | 13 de octubre de 1953                   |                                         | Henrique Gil Fortoul         |
| ?                   | 11 de septiembre de 1958                |                                         | Juan Oropeza                 |
| ?                   | 9 de octubre de 1959                    |                                         | MA Pulido Méndez             |
| ?                   | 6 de noviembre de 1965                  |                                         | Luis Humberto Croce Orozco   |
| ?                   | 28 de octubre de 1969                   |                                         | Marcel Granier-Doyeux        |
| ?                   | 31 de agosto de 1973                    |                                         | Edecio La Riva Araújo        |
| ?                   | 21 de noviembre de 1974                 |                                         | José Luis Salcedo Bastardo   |
| ?                   | 25 de agosto de 1976                    |                                         | Manuel Rafael Rivero         |
| ?                   | 13 de diciembre de 1979                 |                                         | Fernando Paredes Bello       |
| ?                   | 10 de abril de 1986                     |                                         | Ramón Escovar Salom          |
| ?                   | 1990                                    |                                         | Isidro Morales Paúl          |
| ?                   | 3 de junio de 1991                      |                                         | Adolfo Raúl Taylhardat       |
| ?                   | 6 de diciembre de 1995                  |                                         | Francisco Kerdel Vegas       |
| ?                   | 10 de septiembre de 1999                |                                         | Hiriam Gaviria               |
| ?                   | 3 de julio de 2002                      |                                         | Jesús Arnaldo Pérez          |
| ?                   | 17 de septiembre de 2004                |                                         | Roy Chaderton Matos          |
| ?                   | 13 de octubre de 2006                   |                                         | Jesús Arnaldo Pérez          |
| ?                   | 20 de febrero de 2014                   |                                         | Héctor Michel Mujica Ricardo |
| Agosto 2023         | A la espera                             | A la espera                             | Arturo Enrique Gil Pinto     |

## Consulados

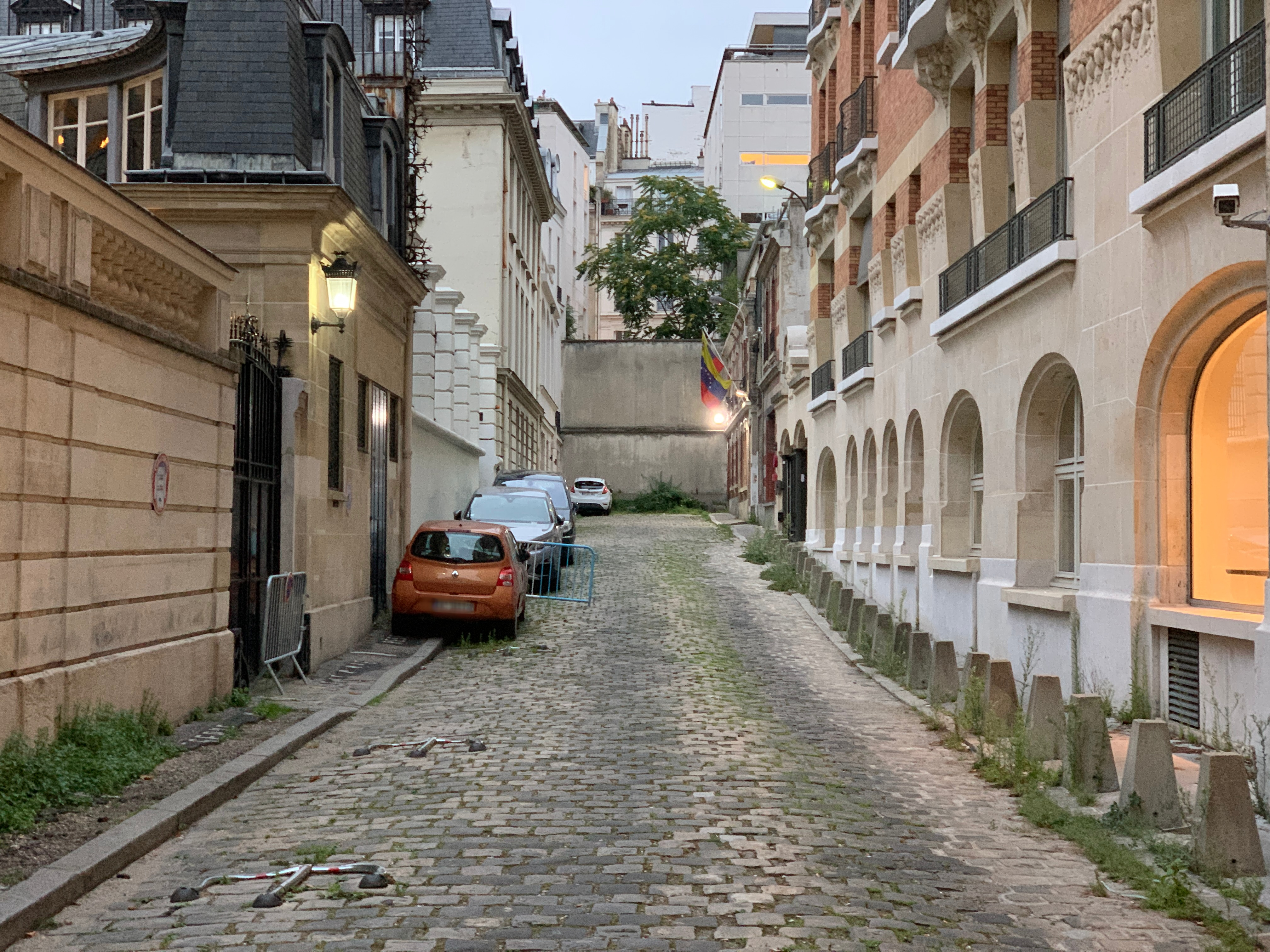
Sección Consular de la Embajada de Venezuela en Francia, 8 Impasse Kléber (París).

Además de la sección consular, ubicada en el edificio anexo, 8 impasse Kléber, Venezuela tenía un Consulado General en Fort-de-France, Martinica (Martinica y Venezuela comparten una frontera marítima ), cerrado en 2019 por restricciones presupuestarias.